# Jacqueline Logan
Jacqueline Logan (Corsicana, 30 de novembro de 1901 – Melbourne, 4 de abril de 1983) foi uma atriz de teatro e de cinema estadunidense da era do cinema mudo que atuou em 61 filmes entre 1921 e 1973. Além de atuar, Logan também trabalhou como roteirista e diretora cinematográfica.

## Biografia
Logan nasceu em Corsicana, Texas, em 30 de novembro de 1904. Filha do arquiteto Charles A. Logan e da cantora de ópera Marion Logan, Jacqueline ainda jovem mudou-se para Colorado Springs, no Colorado, por motivos de saúde, e lá fez o curso de jornalismo de Ford Frick. Estabeleceu-se depois em Chicago, onde encontrou emprego dançando em uma produção teatral. Sua família achava que ela fora visitar um tio na cidade e também frequentar a faculdade. Para conseguir o emprego, Logan mentiu sua idade, e quando seu tio descobriu, ficou irado. Ela foi, então, dispensada do trabalho artístico.
Logan então deixou Chicago, partiu para Nova Iorque, e novamente foi falsa sobre suas intenções. Durante a viagem, encontrou uma trupe teatral, e garantiu um pequeno papel em “Florodora”, um musical de 1920 na Broadway. Florenz Ziegfeld então reparou nela e a contratou como dançarina no seu Ziegfeld Roof. Ela substituiu Billie Donovan que estava deixando a dança para atuar nos filmes de Hollywood. Com o empreendimento de Ziegfeld, Jacqueline conseguiu prestígio como Dobbs Girl para o fotógrafo Alfred Cheney Johnston. Além disso, fez uma pequena parte numa comédia curta de Johnny Hines.
Jacqueline foi premiada com um teste cinematográfico com o então desconhecido ator Ben Lyon. Lyon foi o marido da atriz de Hollywood Bebe Daniels e tornou-se uma figura proeminente no cinema. Mais tarde ele promoveu as carreiras de estrelas como Marilyn Monroe. Trabalhando para o Associated Producers, Logan foi destaque ao lado de Jane Peters, a futura Carole Lombard, no filme The Perfect Crime (1921). Peters era muito jovem, apenas uma “atriz bonita loira”. No mesmo ano ela atuou com Mabel Normand em Molly O (1921).
Em 1922 foi escolhida como uma das WAMPAS Baby Stars, na primeira edição do Wampas, ao lado de atrizes como Louise Lorraine e Helen Ferguson. The WAMPAS Baby Stars foi uma campanha promocional, patrocinada pela United States Western Association of Motion Picture Advertisers, uma associação de anunciantes de cinema, que homenageava treze (quatorze em 1932) jovens mulheres a cada ano, as quais eles acreditavam estarem no limiar do estrelato cinematográfico. Elas foram selecionadas a partir de 1922, até 1934, e eram premiadas anualmente e homenageadas em uma festa chamada WAMPAS Frolic.
Alguns de seus papéis durante os anos 1920 incluem Burning Sands (1922), A Blind Bargain (1922), Sixty Cents an Hour (1923), Java Head (1923) e A Man Must Live (1924), ao lado de atores como Thomas Meighan, Milton Sills, Ricardo Cortez, Leatrice Joy, Richard Dix, Lon Chaney Sr. e William Powell.
Em 1926, Logan atuou em Footloose Widows, ao lado de Louise Fazenda e em 1927 em Blood Ship, ao lado de Richard Arlen. Atuou ainda ao lado de atores famosos como Lionel Barrymore, John Barrymore e Antonio Moreno.
Logan foi selecionada por Cecil B. de Mille para o papel de Maria Madalena no clássico The King of Kings (1927). Tal papel foi muito cobiçado por atrizes da época. O filme quebrou recordes de público, e foi apresentado diariamente em algum lugar do mundo durante décadas após seu lançamento. Quando iniciou a era falada, a voz de falar de Jacqueline foi gravada para acompanhar sua parte atuando no filme silencioso original.
A grande atriz do cinema mudo foi em grande parte vencida no cinema falado. No musical Show of Shows (1929), Logan era um membro de um elenco de estrelas, e seu trabalho em alguns filmes sonoros precoce foram rentáveis para a Columbia Pictures.
Seu último papel foi Mrs. Donovan em Secrets of a Door-to-Door Salesman (1973).

## Roteirista e diretora
Logan foi para a Inglaterra para atuar no teatro como Smoky Cell, e foi premiada com um desempenho de direção. A British International Pictures assinou com ela para escrever e dirigir, então escreveu Knock-Out (1931), além de escrever e dirigir Strictly Business (1931). Ambos foram filmes de sucesso.
A nova atividade, de escrever e dirigir, teve menor demanda quando ela voltou para Hollywood. O produtor da Columbia Pictures Harry Cohn, não se mostrou disposto a assinar com um diretor do sexo feminino. Logan se aposentou inteiramente do meio cinematográfico após seu casamento em 1934. Fez parte, porém, de várias peças da Broadway como Merrily We Roll Along e Two Strange Women.

## Vida pessoal e morte
Logan foi uma das atrizes do cinema mudo que estavam a bordo do iate de William Randolph Hearst, USS Oneida (SP-432), em 1924, quando o diretor cinematográfico Thomas H. Ince morreu.
Foi casada com Ralph James "Bob" Gillespie, de 1925 a 1929, e com William Lawrence "Larry" Winston, de 1929 a 1937.
Depois de se divorciar do industrial William Lawrence "Larry" Winston, Jacqueline residiu em Westchester County, em Nova York na década de 1960. Ela passou seus invernos em Flórida, onde visitava amigos como Lila Lee e Dorothy Dalton, ambas atrizes antigas. O restante do ano, residia em Bedford Hills, Nova York.
Ela morreu em Melbourne, Flórida, em 4 de abril de 1983, e foi sepultada no cemitério Greenwood, em Decatur, Illinois.

## Filmografia
- A Perfect Crime (1921)
- White and Unmarried (1921)
- The Fighting Lover (1921)
- Molly O (1921)
- Fool's Paradise (1921)
- Gay and Devilish (1922)
- A Tailor-Made Man (1922)
- Saved by Radio (1922)
- Burning Sands (1922)
- Ebb Tide (1922)
- A Blind Bargain (1922)
- Java Head (1923)

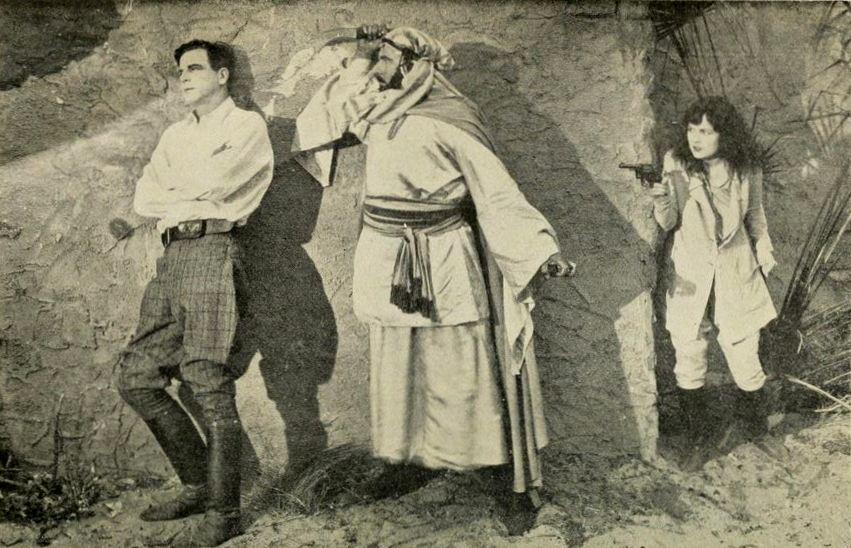
Jacqueline Logan e Milton Sills em Burning Sands (1922)

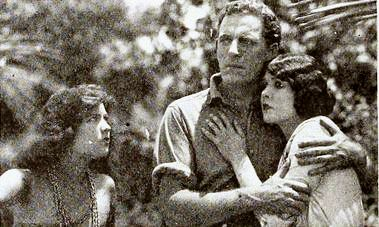
Jacqueline Logan, James Kirkwood, Sr., e Lila Lee em Ebb Tide (1922)

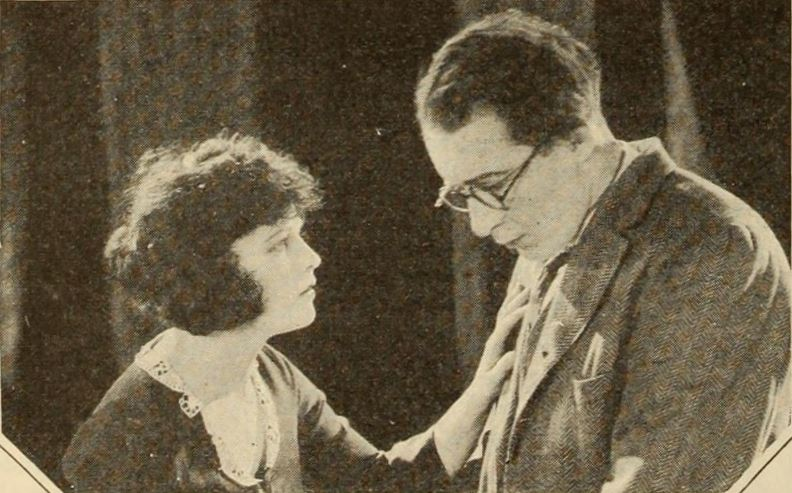
Jacqueline Logane Monte Blue em A Perfect Crime (1921)

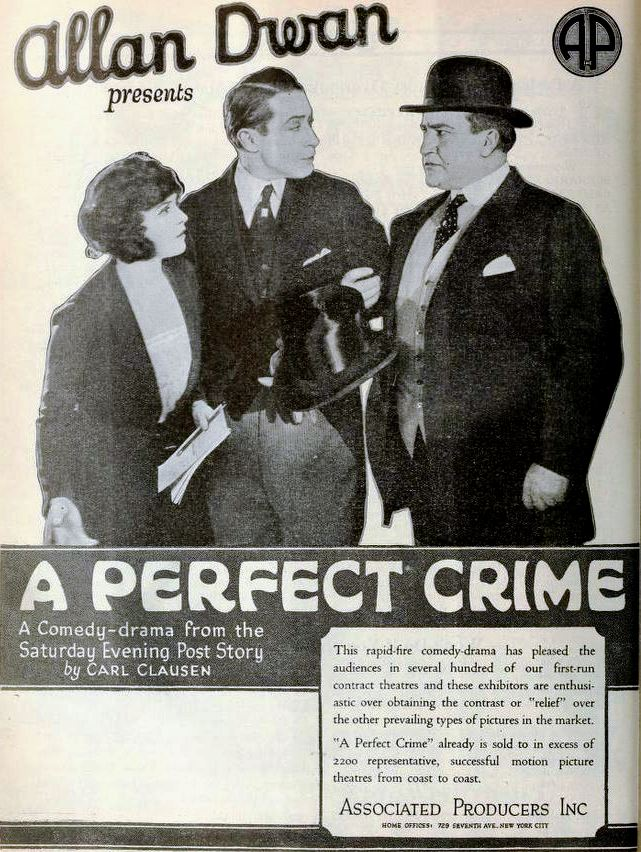
Cartaz do filme A Perfect Crime (1921), apresentando Jacqueline Logan, Monte Blue e Stanton Heck

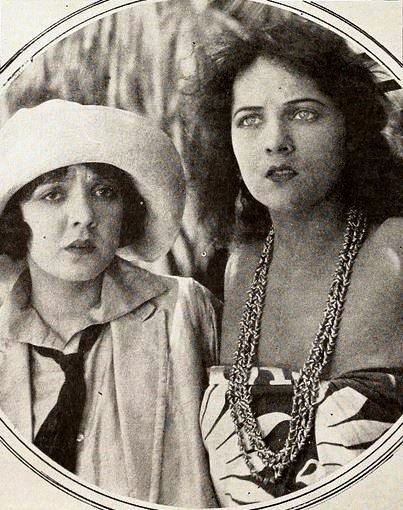
Jacqueline Logan e Lila Lee em Ebb Tide (1922)

- Mr. Billings Spends His Dime (1923)
- Sixty Cents an Hour (1923)
- Salomy Jane (1923)
- The Light That Failed (1923)
- Flaming Barriers (1924)
- The Dawn of a Tomorrow (1924)
- Code of the Sea (1924)
- Dynamite Smith (1924)
- The House of Youth (1924)
- Manhattan (1924)
- A Man Must Live (1925)
- The Sky Raider (1925)
- Playing with Souls (1925)
- If Marriage Fails (1925)
- Thank You (1925)
- Peacock Feathers (1925)
- When the Door Opened (1925)
- Wages for Wives (1925)
- The Outsider (1926)
- White Mice (1926)
- Out of the Storm (1926)
- Tony Runs Wild (1926)
- Footloose Widows (1926)
- One Hour of Love (1927)
- The King of Kings (1927)
- The Blood Ship (1927)
- For Ladies Only (1927)
- The Wise Wife (1927)
- The Leopard Lady (1928)
- Midnight Madness (1928)
- Broadway Daddies (1928)
- The Beautiful Spy (1928)
- The Cop (1928)
- Stocks and Blondes (1928)
- Power (1928)
- The Charge of the Gauchos (1928)
- The Look Out Girl (1928)
- Nothing to Wear (1928)
- Ships of the Night (1928)
- The River Woman (1928)
- The Faker (1929)
- Stark Mad (1929)
- The Bachelor Girl (1929)
- The King of the Kongo (1929)
- The Show of Shows (1929)
- Sombras habaneras (1929)
- General Crack (1930)
- Symphony in Two Flats (1930)
- The Middle Watch (1930)
- Shadows (1931)
- Naughty Wives (Secrets of a Door-to-Door Salesman, 1973)